# Baltia shawii
Baltia shawii is een vlindersoort uit de familie van de Pieridae (witjes), onderfamilie Pierinae.
Baltia shawii werd in 1873 beschreven door Bates, H.